# Lewis Williams
Lewis (Lewy) Williams (Swansea, 18 januari 2002) is een darter uit Wales die uitkomt voor de PDC. In 2021 behaalde Williams zijn PDC tourcard door vierde te eindigen op de UK Q-School. Hij is ook wel bekend als Lewy Williams.

## Carrière
Williams plaatste zich voor de UK Open 2020 via de Rileys Amateur Qualifiers (Sheffield). Hij won bij de UK Open van Robert Owen, Adrian Gray en José de Sousa, maar verloor bij de laatste 64 van Steve West (9–10).

## Resultaten op Wereldkampioenschappen

### PDC
- 2022: Laatste 64 (verloren van Gabriel Clemens met 0-3)
- 2023: Laatste 64 (verloren van Michael van Gerwen met 0-3)

### PDC World Youth Championship
- 2020: Groepsfase (gewonnen van Michael Poole met 5-1, verloren van Jack Male met 4-5)
- 2021: Laatste 16 (verloren van Keelan Kay met 1-5)
- 2022: Groepsfase (gewonnen van Tavis Dudeney met 5-4, verloren van James Beeton met 4-5)
- 2023: Groepsfase (verloren van Moreno Blom met 2-5 en Aoife McCormack met 0-5)